# Abraliopsis felis
Abraliopsis felis är en bläckfiskart som beskrevs av McGowan och Takashi A. Okutani 1968. Abraliopsis felis ingår i släktet Abraliopsis och familjen Enoploteuthidae. Inga underarter finns listade i Catalogue of Life.